# 三輪茂義
三輪 茂義（みわ しげよし、1892年5月15日 - 1959年2月27日）は、日本の海軍軍人。最終階級は海軍中将。

## 経歴
愛知県出身。三輪茂十郎の三男として生れた。1908年7月に愛知一中から海軍兵学校を受験したが、不合格であった。しかし、入校予定者であった生徒が死亡したことにより補欠合格、海軍兵学校第39期に2週間遅れて入校する。1911年7月、海軍兵学校を卒業し、1912年12月、海軍少尉に任官。海軍水雷学校高等科を卒業し、第11潜水艇隊艇長、第8潜水艇長、第1潜水戦隊参謀、海軍潜水学校教官などを経て、1924年11月、海軍大学校（甲種22期）を卒業した。
「呂二六潜水艦」長、第1潜水戦隊参謀、第2潜水戦隊参謀、潜水学校教官、軍令部第1班参謀、練習艦隊参謀、第30潜水隊司令、艦政本部員、「鬼怒」艦長、馬公要港部参謀長などを歴任し、1938年11月、海軍少将に進級。
佐世保防備戦隊司令官を経て、太平洋戦争を第3潜水戦隊司令官として迎えた。艦政本部出仕を経て、1942年11月、海軍中将となった。艦政本部第7部長、海軍潜水艦部長を歴任し、1944年7月、第6艦隊司令長官となり潜水艦戦を指揮した。1945年1月23日、呉を出港する呂50を第六艦隊首脳部とともに見送っている。5月、軍令部出仕となり終戦を迎え、同年9月、予備役となった。
1947年11月、公職追放の仮指定を受けた。

## 栄典
勲章
- 1941年（昭和16年）4月11日 - 勲二等瑞宝章[3]